# Big Band Júnior
A Big Band Júnior (BBJ) é uma orquestra-escola de jazz constituída por músicos entre os 12 e os 17 anos de idade. 

## História
Nasceu em Outubro de 2010, a partir de uma ideia original de Alexandra Ávila Trindade e João Godinho e ganhou forma através de uma parceria entre o Centro Cultural de Belém e o Hot Clube de Portugal.
A Big Band Júnior sensibiliza os seus músicos adolescentes para o jazz.
Na orquestra, os alunos têm uma formação enquanto músicos de uma Big Band e têm a oportunidade de vivenciarem parte da vida de um músico profissional.
Desde que foi fundada, a Big Band Júnior é dirigida pelo maestro, arranjador e trombonista dinamarquês Claus Nymark. 

## Concertos e Repertório
Numa orquestra-escola a vertente performativa é tão importante quanto a vertente formativa. Em cada ano letivo a BBJ tem assegurada a realização de pelo menos três concertos no Centro Cultural de Belém.  
Alguns concertos da Big Band Júnior têm tido como convidados músicos como Mário Delgado, Carlos Bica, João Paulo Esteves da Silva e Gonçalo Marques. Também Mário Laginha teve uma participação especial no concerto de estreia da BBJ no palco do Hot Clube de Portugal.
O repertório da BBJ é inspirado em grande parte na era de ouro do jazz e das Big Bands, conta também com ritmos e sonoridades mais modernas, que se fazem ouvir especialmente nos temas compostos pelo maestro Claus Nymark, por músicos convidados e pelos próprios alunos.

## Discografia
- Pegadas Azuis (2013) [5]